# Bertram Huppert
Bertram Huppert (* 22. Oktober 1927 in Worms; † 1. Oktober 2023) war ein deutscher Mathematiker. Sein Hauptarbeitsgebiet war die Gruppentheorie, speziell die Darstellungstheorie.

## Leben

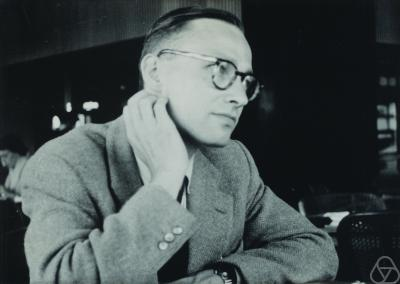
Bertram Huppert in den 1960er Jahren

Bertram Huppert ging von 1934 bis 1945 in Bonn zur Schule. 1950 erhielt er an der Johannes Gutenberg-Universität Mainz das Diplom in Mathematik mit einer Arbeit über Nicht fortsetzbare Potenzreihen, die er unter der Leitung von  Helmut Wielandt angefertigt hatte.
Als Wielandt 1951 zur Universität Tübingen wechselte, folgte ihm Huppert wenig später und promovierte 1953 als erster Doktorand Wielandts mit der Arbeit Produkte von paarweise vertauschbaren zyklischen Gruppen, in welcher er u. a. zeigte, dass solche Gruppen überauflösbar sind.
Dies war die erste von mehr als 40 weiteren wissenschaftlichen Arbeiten, von seinen Büchern und Monographien abgesehen. Das Thema der Dissertation war ganz in der Nähe vom damaligen Interesse Wielandts, der 1951 die erste Arbeit zum heutigen Satz von Kegel-Wielandt veröffentlicht hatte: Das Produkt von paarweise vertauschbaren nilpotenten Gruppen ist auflösbar.
1963/64 verbrachte er ein Jahr als Gastprofessor an der University of Illinois at Urbana-Champaign und an dem California Institute of Technology (CalTech) in Pasadena. Im Januar 1965 wurde er Professor für Reine Mathematik an der Universität Mainz, wo er bis zu seiner  Emeritierung 1994 tätig war. Er machte sich um den Aufbau der Mainzer Gruppentheorie- und Algebra-Forschung und -Ausbildung verdient. 
Aufgrund eines an ihn ergangenen Auftrages verfasste er mit Endliche Gruppen I ein umfangreiches Standardwerk der Theorie der endlichen Gruppen. Die Bände II und III erschienen erst 14 Jahre später, auf Englisch statt auf Deutsch und mit dem Ko-Autor Norman Blackburn. Zum ersten Band hatte die Kieler Gruppe um Wolfgang Gaschütz in Diskussionen wichtige Beiträge geliefert.
1984 gründete Huppert zusammen mit Gerhard Michler an den vier deutschen Universitäten  Aachen, Bielefeld, Essen und Mainz den ersten DFG-Schwerpunkt in der Mathematik.
Von 1964 bis 1985 war Huppert Mitglied im Editorial Board des Journal of Algebra. Mit Wolfgang Gaschütz und Karl Gruenberg organisierte er über viele Jahre die Oberwolfach-Tagung Gruppentheorie und mit Jonathan L. Alperin und Gerhard O. Michler die Oberwolfach-Tagung Darstellungstheorie. 

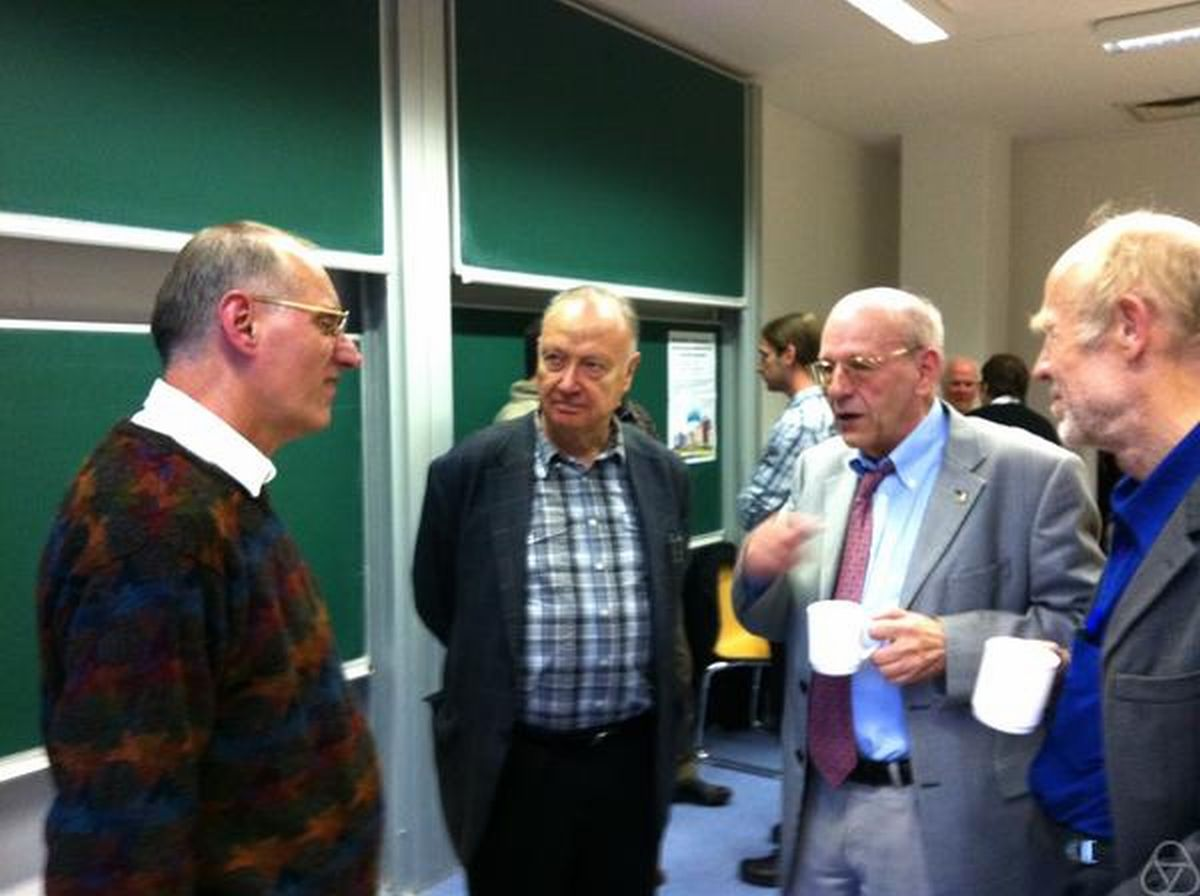
Huppert (2. von links) 2010 in Kaiserslautern

Er war im Gründungsbeirat des Instituts für Experimentelle Mathematik der Universität Essen und war Mitglied der Akademie gemeinnütziger Wissenschaften zu Erfurt.

## Bücher
- Endliche Gruppen (Springer, 1967) ISBN 978-3540038252
- Finite Groups II, III (mit N. Blackburn, Springer, 1981/82) ISBN 978-0387106328 und ISBN 978-3540106333
- Stochastische Matrizen (mit F.J. Fritz, W.Willems, Springer, 1979) ISBN 978-3540091264
- Angewandte Lineare Algebra (de Gruyter, 1990), ISBN 978-3110121070
- Character Theory of Finite Groups (de Gruyter, 1998), ISBN 978-3110154214
- Lineare Algebra (mit Wolfgang Willems)(Teubner, 2006), ISBN 978-3835100893